# Nacionalismo indio
El nacionalismo indio  se refiere a las muchas fuerzas subyacentes que moldearon el movimiento de independencia indio, y continuaron con fuerza para influir en la política de la India, además de ser el corazón de muchas ideologías opuestas que han provocado conflictos étnicos y religiosos en la sociedad india. El nacionalismo indio debe a menudo la conciencia de los indios que antes de 1947, la India encarna el subcontinente indio más amplio e influyó en una parte de Asia, conocido como Gran India.

## Conciencia nacional en la India
India ha sido unificada bajo muchos emperadores y gobiernos en la historia. Textos antiguos mencionan la Indica bajo el emperador Bharata y Akhand Bharat, estas regiones grosso modo forman entidades en la moderna gran India. El Imperio Mauria fue el primero en unir toda la India, Asia meridional y gran parte de Persia. Además, la mayor parte de India ha sido también unificada bajo un gobierno central por varios imperios, como el Imperio Gupta, el Imperio Rashtrakuta , el Imperio Pala, el Imperio mogol, el Imperio indio, etc.
- Datos: Q2633888
- Multimedia: Indian nationalism / Q2633888